# Tharpu
Tharpu (nep. थर्पु) – gaun wikas samiti we wschodniej części Nepalu w strefie Meći w dystrykcie Panchthar. Według nepalskiego spisu powszechnego z 2001 roku liczył on 948 gospodarstw domowych i 4990 mieszkańców (2554 kobiet i 2436 mężczyzn).